# Effraie masquée
Tyto novaehollandiae
Espèce
Statut de conservation UICN

 LC  : Préoccupation mineure
Statut CITES
L'Effraie masquée (Tyto novaehollandiae) est une espèce d'oiseaux de la famille des Tytonidae.

## Répartition et sous-espèces
Selon la classification de référence du Congrès ornithologique international (15.1, 2025) elle se répartit en six sous-espèces (ordre phylogénique) :
- T. n. calabyi Mason, 1983 — Trans-Fly ;
- T. n. kimberli Mathews, 1912 — nord-ouest de l'Australie ;
- T. n. melvillensis Mathews, 1912 — îles Bathurst et Melville ;
- T. n. galei Mathews, 1914 — nord-est de la péninsule du cap York ;
- T. n. novaehollandiae (Stephens, 1826) — Sud-Ouest de l'Australie et Autralie orientale ;
- T. n. castanops (Gould, 1837). — Tasmanie, îles Maria et Maatsuyker.